# Matthias Müller
Matthias Müller (n. 18 octombrie 1954, Dresda, RDG) este un fotbalist german, medaliat olimpic. A participat la o ediție a Jocurilor Olimpice (1980) în care a câștigat o medalie de argint.

## Participări
Lista de mai jos prezintă principalele competiții la care a participat Matthias Müller de-a lungul carierei.
- Futbol na letnih Olimpiiskih igrah 1980[*]